# Mixed Nuts
Mixed Nuts (br: Um Dia de Louco - pt: Tarados de Todo) é um filme de comédia de Natal de 1994 dirigido por Nora Ephron, baseado no filme de comédia francês, Le Père Noël est une ordure de 1982. O elenco inclui Steve Martin, Madeline Kahn, Rita Wilson, Anthony LaPaglia, Garry Shandling, Juliette Lewis e Adam Sandler. Ele foi lançado nos cinemas nos Estados Unidos em 21 de dezembro de 1994, para não receber nem aclamação da crítica nem sucesso comercial, e é muitas vezes considerado por alguns como um dos piores filmes já feitos.

## Sinopse
É véspera de Natal na Lifelines, um serviço telefônico de ajuda psiquiátrica de Venice Beach, na Califórnia. O gerente Philip (Steve Martin) acaba de saber que o proprietário do imóvel o está despejando e, de repente, tudo ao redor do local parece tão em crise quanto os pacientes que estão entupindo as linhas telefônicas. Durante toda a madrugada, os personagens envolvidos – como a tímida Catherine (Rita Wilson) e a grávida Gracie (Juliette Lewis) – aprendem que o Natal pode ser um período feliz, sem a necessidade de preocupações com seu estado mental. Da mesma diretora de Sintonia de Amor, Nora Ephron.

## Elenco
- Steve Martin como Philip
- Rita Wilson como Catherine
- Juliette Lewis como Gracie
- Anthony LaPaglia como Felix
- Madeline Kahn como Sra. Munchnick
- Robert Klein como Sr. Lobel
- Adam Sandler como Louie
- Liev Schreiber como Chris
- Rob Reiner como Dr. Kinsky (o veterinário)
- Garry Shandling como Stanley
- Jon Stewart como Doug Ferguson (homem de patins)
- Parker Posey como Carol Ferguson (mulher de patins)

## Trilha sonora
1. Mixed Nuts – Dr. John (02:29)
2. I'll Be Home For Christmas – Fats Domino (04:08)
3. Santa Baby – Eartha Kitt (03:26)
4. Jingle Bells – Eastern Bloc (02:25)
5. Blue Christmas – Leon Redbone (02:24)
6. What Are You Doing New Year's Eve? – The O'Jays (05:14)
7. Mixed Notes – George Fenton (03:48)
8. Grape Jelly – Adam Sandler (01:25)
9. Christmas Melody – George Fenton (02:54)
10. The Night Before Christmas – Carly Simon (03:39)
11. Silent Night – Baby Washington (03:23)
12. White Christmas – The Drifters (02:41)[1]

## Recepção
De acordo com o site da Box Office Mojo, Mixed Nuts tinha um bruto de apenas $6,821,850. Rotten Tomatoes dá para Mixed Nuts uma classificação 7% "podre".
Os críticos garimparam o filme. A revisão de Janet Maslin em 21 de dezembro de 1994 no New York Times mencionou um cadáver retratado na história e escreveu que Mixed Nuts "é tão engraçado como aquele cadáver e tão natural". Variety escreveu: "A diretora/co-roteirista Nora Ephron lança o humor em um nível cacofônico e exibe o equivalente comédia de dois pés esquerdos em evoluir um fio de absurdo, palhaçada. Verdadeiramente preocupante é ver alguns artistas finos, incluindo Kahn e LaPaglia, no seu muito pior". Roger Ebert do Chicago Sun-Times escreveu: "O filme tem um elenco de primeira linha e equipe; seu primeiro trabalho de direção de Nora Ephron desde o maravilhoso Sleepless in Seattle [...] Talvez tenha muito talento. Cada personagem brilha com tanta intensidade do brilho e invenção cômica inesgotável de tal forma que o filme se torna cansativo, como muitos palhaços". Michael Dwyer no Irish Times, revisando Mixed Nuts aquando do seu lançamento europeu, chamado o filme de Ephron como "um esforço verdadeiramente patético", e "um dos piores filmes que eu já vi".